# Лукас Фосс
Лукас Фосс (англ. Lukas Foss; спочатку Лукас Фукс, нім. Lukas Fuchs; 15 серпня 1922, Берлін — 1 лютого 2009, Нью-Йорк) — американський композитор, диригент, педагог. 

## Життя і творчість
Фукс народився в єврейській родині в Німеччині, змушеній з приходом до влади націонал-соціалістів емігрувати. Отримав музичну освіту в Парижі під керівництвом Ноеля Галлона і Фелікса Вольфеса; в 1937—1940 роках навчається в Кертісовому інституті й потім — в Тенглвудському музичному центрі у С. А. Кусевицького і в Єльському університеті у Пауля Гіндеміта. З 1944 року Лукас Фосс — піаніст в Бостонському симфонічному оркестрі. З 1950 по 1952 рік він навчався в Римі. 
З 1952 по 1962 рік Фосс — професор і керівник оркестру в Лос-Анджелеському університеті. У 1963—1971 роках він керував філармонічним оркестром Буффало, з 1972 року — оркестром єрусалимського радіо. У 1981—1986 роках головний диригент Симфонічного оркестру Мілвокі. У 1989—1990 роках працює в Тенглвудському музичному центрі, з 1991 року професор Школи мистецтв Бостонського університету. 

## Музичні твори
Фосс є автором трьох опер, трьох балетів, двох симфоній, двох концертів для фортепіано, одного концерту для гобоя, одного концерту для віолончелі, одного концерту для кларнета, творів камерної музики, декількох кантат і пісень. 
- 1943 — «Прерія», кантата для хору і оркестру
- 1945 — «Дари волхвів» / The Gift of the Magi, балет за новелою О. Генрі
- 1949 — «Жаба, яка стрибає з Калавераса» / The Jumping Frog of Calaveras County, опера за розповідями Марка Твена
- 1955 — Griffelkin, опера в 3-х діях
- 1955—58 — «Хоральна симфонія» / Symphony of Chorals
- 1959 — «Вступи і прощання» / Introductions and Good-byes, 9-хвилинна опера по лібрето Джанкарло Менотті
- 1959—1960 — «Тимчасовий цикл» / Time Cycle, 4 пісні для сопрано і оркестру
- 1961—1963 — Echoi, твір для кларнета, віолончелі, ударних і фортепіано
- 1964 — «Надкрила» / Elytrés, твір для флейти, двох скрипок і камерного оркестру
- 1965 — «Фрагменти Архілоха» для контратенора, декламаторів, 4 малих і одного великого хору, мандоліни, гітари і трьох ударних
- 1967 — «Не імпровізація» / Non-Improvisation, твір для кларнета, віолончелі, фортепіано, електронного органу і ударних ad libitum
- 1968 — «Парадигма» для диригента-ударника, електричної гітари і трьох інших інструментів, здатних отримувати звук
- 1969 — Geod, твір для великого оркестру з 4-х оркестрових груп та факультативного хору
- 1970 — «Гравці музиканти» / MAP, музична гра для 4 віртуозних виконавців і електронної стрічки
- 1971 — «Ні шуму, ні швидкості» / Ni bruit ni vitesse, п'єса для двох фортепіано та двох ударників (грають на фортепіанних струнах)
- 1978 — «Тринадцять способів побачити чорну птицю» / Thirteen Ways of Looking at a Blackbird, твір для голосу, флейти, фортепіано, ударних і магнітофонного стрічки на вірші Воллеса Стівенса
- 1983 — «Орфей і Еврідіка», концерт для двох скрипок, камерного оркестру та магнітофонної стрічки
- 1985 — Ренесансний концерт для флейти та оркестру
- 1989 — «Елегія для Анни Франк» для камерного оркестру, фортепіано і декломатора (до 60-річчя від дня народження Анни Франк)

У 1992 році на музику Фосса «Орфей і Еврідіка» Їржі Киліан поставив для Нідерландського театру танцю балет «Неначе цього не було» (As If Never Been), який отримав премію Бенуа танцю. 